# Вук Мочивун
Вук Мочивун је српски ускочки војвода из Далмације, познат по свом јунаштву и храбрости. Остао је један од најзначајнијих ликова народне епике овог краја. Његово име и подвизи били су дуго преношени у причама и песмама које су колале међу народом, посебно у Кожловцу, где је рођен и где је, након своје смрти, почивао.

## Јунаштво забиљежено у епској пјесми
Вук је био познат по својој неустрашивости и храбрости у боју, а народне пјесме су га славиле као неустрашивог војводу који је пред други народни вођа одговарао у боји, често пре него што су други сердари стигли. Народна песма "Смрт Вука Мочивуне", коју је записао Фра Андрија Качић Миошић, гласи:
Пала магла од неба до земље,
кроз ту маглу турска војска прође
прико Крке, прико воде хладне,
тер отиде у Котаре равне.
Кад су дошли Турци у Котаре,
поробише цркве и олтаре:
с параментам коње покривају,
а с калежим рујно вино пију.
Многе Турци главе одсикоше
а још веће робља заробише:
ухватише секу Миљковића
и Савишу, брата Јанковића.
А кад Равни Котар поробише,
сви се здраво натраг повратише
пивајући и попивајући,
уз Котаре коње играјући.
Говорио Атлагићу беже:
>> Удовице, секо Миљковића,
када си се прија удавала,
јес' л' ов'лико сватова имала? <<
Вели њему сека Миљковића:
>> Вира моја, Атлагићу беже,
када сам се прија удавала,
не бијаше ов'лико сватова,
али бише побољих јунака,
пуно бољих од твојих Турака,
а бојим се надам поођаном:
бит ће тисно теби и сватовом! <<
Малено је вриме постајало,
глас допаде Јанковић Стојану:
>> Зло га сио и вино попио
Смиљанићем у Задру билому!
Котар равни Турци поробише,
Савишу ти брата одведоше,
Анђелију, секу Миљковића,
друго робље ни броја се не зна.
Разорише цркве и олтаре,
однесоше сребрне калеже,
параментам коње покривају
а калежим рујно вино пију. <<
Кад је Стојан ричи разумио,
удари се руком по колину
пак завика иза свега гласа:
>> Коња, слуго, да од Бога нађеш! <<
Док сердари коње оседлаше,
Мочивуна коња узјахује;
док сердари коње узјашише,
Мочивуна изађе из града;
док сердари изашли из града,
Мочивуна код Бабина дуба;
док сердари код Бабина дуба,
Мочивуна достигнуо Турке.
Док сердари Турке достигоше,
Мочивуна главе одсицаше
тер одсиче седамдесет глава
на Отресу, старом разбојишту.
Али му је лоша срића била,
јер га бише пушка ударила
у зло мисто, у чело јуначко:
мртав Вуче црној земљи паде.
Липо га је Стојан осветио
и његови Котарци јунаци,
јер цареву војску исикоше
на Отресу, старом разбојишту.
Онда било, сад се спомињало,
кога није, да круха не јиде!

## Гроб у Кожловцу
Надгробна плоча Вука Мочивуна, иако изгубљена временом, остаје сведок његове величине. На плочи је био крст и сабља, који су указивали на његову славну борбу. Плоча је дуго била сакривена под слојевима историје, али је ипак на крају пренета на бенковачки Каштел у музеј, како би се обележила његова жртва и величина.
Према народном предању Вук Мочивун је био поштован не само међу Србима, већ и међу Хрватима. Према предању говори о његовом храбрости и моралним вредностима изречени су и од стране католичког свештеника из Филип Јакова и Вране, који је на његовом укопу говорио о његовој храбрости и важности у слободољубивој борби против турских освајача. Вук је, како наводи предање, погинуо у борби код Зечева, а његови подвизи су и даље били памћени и слављени као пример највиших моралних и јуначких врлина.

## Извори
1. ↑  „Шапат крша и сјенка снова - Запис о далматинском селу Kожловцу”. www.tromedja.com. Приступљено 2025-08-15.
2. ↑  Качић Миошић, Андрија. Разговор угодни народа словинскога.